# Scomparsa di Joanne Ratcliffe e Kirste Gordon
La scomparsa di Joanne Ratcliffe e di Kirste Jane Gordon è un caso di cronaca australiano avvenuto il 25 agosto 1973. La sparizione - tutt'oggi irrisolta - delle due bambine di undici e cinque anni è diventato uno dei crimini più noti e discussi dell'Australia; è spesso associato a un caso analogo avvenuto sette anni prima, la scomparsa dei fratelli Beaumont, anch'esso relativo al presunto rapimento e omicidio di tre bambini rimasto senza soluzione.

## La scomparsa
Il 25 agosto 1975, tra Norwood e North Adelaide, si svolse una partita di football all'Adelaide Oval. Joanne Ratcliffe (nata nel 1962) ci andò con i genitori, il fratello maggiore e un amico di famiglia chiamato dai media "Frank", mentre Kirste Jane Gordon (nata nel 1968) vi si diresse sotto la custodia della nonna materna.
I genitori di Ratcliffe e la nonna di Gordon erano amici; proibirono alle bambine di andare in bagno durante le pause della partita o durante l'ultimo quarto d'ora, ma concessero loro di recarsi ai servizi igienici per due volte durante il gioco. Alle 15:45, Joanne e Kirste andarono in bagno e non fecero ritorno; i parenti si accorsero della loro scomparsa e iniziarono a cercarle verso le 16:00. Un'ora dopo, verso le 17:00, Kathleen Ratcliffe riuscì a far fare un annuncio tramite altoparlanti in cui si segnalava la sparizione delle bambine, poco dopo la fine della partita.

## Indagine
Ci furono diversi avvistamenti di Ratcliffe e Gordon nei novanta minuti seguenti all'allontanamento dalle loro famiglie: furono viste mentre cercavano di avvicinare un gatto randagio, in compagnia di altri bambini e, successivamente con un uomo sconosciuto. In quest'ultimo caso le bambine sembravano spaventate e Gordon era trasportata dall'individuo, ma i testimoni non intervennero perché pensarono si trattasse di padre con le figlie. L'ultimo avvistamento delle bambine fu su un ponte vicino allo zoo di Adelaide; tuttavia, un altro testimone riferì di averle viste tra la stazione ferroviaria di North Adelaide e Port Road, a Thebarton. Nonostante le ricerche, la ricompensa di cinquemila dollari e l'ampia attenzione mediatica riservata, non vennero riscontrate piste rilevanti.
Nel 1979, il padre di Ratcliffe disse alla Corte dei Coroner del Queensland che sua figlia era già stata decine di volte allo stadio, che non si sarebbe mai allontanata volontariamente e che sapeva come usare un numero di emergenza. 
Nel quarantesimo anniversario dalla scomparsa, Suzie Wilkinson, la sorella di Ratcliffe, chiese pubblicamente alle autorità di proseguire con le indagini sulla scomparsa di Joanne. Nel 2014, il governo del Sud Australia offrì una ricompensa da 1 milione di dollari per qualsiasi testimonianza che potesse rivelarsi utile per il caso.

### Sospettati
Tra i sospettati ci furono molte persone già indagate per la scomparsa dei fratelli Beaumont, avvenuta nel 1966. Tra essi c'erano gli assassini di bambini Bevan Spencer von Einem e Derek Percy; i resoconti dei testimoni facevano pensare alla polizia che le bambine potessero essere state rapite da un uomo di mezza età. Inoltre, il profilo dell'individuo visto l'ultima volta con le due bambine corrispondeva a quello dell'uomo visto l'ultima volta con i fratelli Beaumont.
Arthur Stanley Brown fu indagato per entrambi i casi di sparizione, in quanto presentava una grande somiglianza con l'identikit del sospettato di ambedue i casi. Una testimone riferì di aver visto un uomo vicino allo stadio che trasportava in braccio una bambina, seguito con riluttanza da una ragazzina più grande. La donna lo vide per la prima volta un solo minuto quando aveva quattordici anni, per poi identificarlo venticinque anni dopo, nel dicembre 1998, quando lo vide in televisione. Brown è morto nel 2002. 
Un altro possibile sospettato fu Stanley Arthur Hart (morto il 30 giugno 1999); le sue proprietà, una a Prospect e una a Yatina nel Mid North, furono indagate nel 2009 e poi di nuovo nel 2015. Pare che andasse regolarmente allo stadio del North Adelaide e, un decennio dopo i rapimenti, si scoprì che era un pedofilo. Nel 2023, il 50° anniversario del rapimento, Suzie Wilkinson, affermò di ritenere che fosse Hart il colpevole.
Nel 2013, Wilkinson fece appello alle autorità affinché indagassero sul possibile ruolo di "Frank", l'amico di famiglia dei Ratcliffe, nella scomparsa delle bambine. Nonostante Frank avesse accompagnato le famiglie allo stadio il giorno delle sparizioni, potrebbe non essere stato formalmente interrogato dalla polizia; si presume che Frank conoscesse bene i comportamenti di Joanne e Kirste durante uscite di quel tipo, come le loro pause per andare in bagno. Secondo Kathleen Ratcliffe, Frank lasciò il suo posto per circa mezz'ora prima della scomparsa delle bambine, per poi tornare al suo posto senza partecipare alle ricerche. Anche la nonna di Gordon notò lo strano comportamento di Frank, osservando che non alzò per aiutare le famiglie quando si accorsero delle scomparse.
Nel 2023, venne rivelato che il pedofilo condannato del Queensland Errol George Radan (morto nel 2022) era stato ufficialmente indagato per il caso prima della sua morte. Radan aveva commesso diversi crimini nel Sud Australia, finché non venne arrestato per l'aggressione sessuale ai danni di una ragazza con meno di quattordici anni nel 1984. Una presunta vittima degli abusi di Radan affermò che l'uomo somigliasse molto all'identikit del rapitore di Joanne e Kirste e che, nel periodo della scomparsa delle bambine, avesse iniziato ad abusare sessualmente di lei. Quando Radan si trasferì dalla sua casa di Broadview, venne affermato che nel sistema di drenaggio dell'abitazione furono trovati un album di ritagli di giornali relativi a Ratcliffe e a Gordon e vestiti per bambine.